# Enrique Jiménez González
Enrique Jiménez González  (n. Madrid; f. México, 1957) fue un matemático español, exiliado en México tras la guerra civil española
Doctorado en Ciencias exactas en la Universidad Central de Madrid, fue profesor de aritmética, álgebra, geometría analítica y cálculo infinitesimal, tras su paso por varios Institutos de Segunda Enseñanza, ocupó cátedra en dicha universidad madrileña. Al estallar la guerra, y como diputado de Unión Republicana, formó parte de la Junta de Defensa de Madrid constituida el 6 de noviembre de 1936, en el departamento de Finanzas.
Perdida la causa republicana, Jiménez tuvo que salir de España; y se estableció finalmente en México donde fue director del Instituto Luis Vives en 1941.
Enrique Jiménez desarrolló estudios sobre la teoría de las sustituciones y los sistemas polares, y su desarrollo como ampliación y complemento de matemáticas, Geometría analítica y Geometría descriptiva.
Murió en el exilio mexicano, al igual que su colega, Ricardo Vinós Santos, también matemático exiliado en México.